# Anna Sarfatti
Anna Sarfatti (Firenze, 7 dicembre 1950) è una scrittrice italiana, autrice di libri per bambini.

## Biografia
Ha insegnato per molti anni nella scuola primaria e dell’infanzia.
È impegnata nella ricerca di percorsi e strumenti per promuovere la cultura dei diritti e della cittadinanza attiva tra i bambini. Su questi temi ha scritto molti libri, il più noto è La Costituzione raccontata ai bambini.
A partire dal 1992 ha stretto un profondo rapporto con l'opera di Theodor Seuss Geisel, conosciuto come Dr. Seuss.
Ha collaborato con l'ospedale pediatrico Meyer di Firenze per promuovere la comunicazione tra bambini e ospedale.
Ha pubblicato due racconti per adulti in Decameron 2013.

## Opere
- Capitombolo sulla terra, Giunti 1998 e 2007
- Pecorino Profumino, Giunti 2001 (premio Bitritto 2002)
- Ri - trattini, Giunti 2003
- Il galletto Maciste, Giunti 2004 (premio Verghereto 2005)
- Guai a chi mi chiama passerotto! I diritti dei bambini in ospedale, Fatatrac 2004 (premio Salute Apuane 2005-2006)
- Il Rubagiocattoli, Giunti 2005 e 2013
- Una trappola per Maciste, Giunti 2006
- La Costituzione raccontata ai bambini, Mondadori 2006 (premio Colette Rosselli 2009)
- Il farfallo innamorato, Giunti 2007
- 9 titoli nella collana La Calamitica terza E, EDT Giralangolo, (scritta con Barbara Pumhösel)
- 9 titoli nella collana Oscar dove sei?, EDT Giralangolo
- Viva la squola alè alè, Giunti 2008
- Quante tante donne, Mondadori 2008
- Sei Stato tu? La Costituzione attraverso le domande dei bambini (scritto con Gherardo Colombo), Salani 2009
- Chiama il diritto, risponde il dovere, Mondadori 2009
- Ziri sulla luna, Giunti Progetti Educativi 2009
- La scuola va a rotoli, Mondadori 2011
- Fulmine, un cane coraggioso. La Resistenza raccontata ai bambini, Mondadori 2011 (scritto con Michele Sarfatti)
- Educare alla legalità. Suggerimenti pratici e non per genitori e insegnanti, Salani 2011 (scritto con Gherardo Colombo)
- I bambini non vogliono il pizzo. La scuola "Giovanni Falcone e Paolo Borsellino", Mondadori 2012
- L'albero della memoria. La Shoah raccontata ai bambini, Mondadori 2013 (scritto con Michele Sarfatti)[1]
- Cuore mio e La rete in Decameron 2013, Felici
- L'isola delle regole, Mondadori 2014
- Il pianeta nel piatto. Il diritto all'alimentazione raccontato ai bambini (scritto con Paolo Sarfatti), Mondadori 2015
- Che differenza c'è tra un libro e un bambino?, Nord-Sud 2015
- Tutti a scuola, Giunti 2015
- Diversi in versi, Giunti 2015
- Come stai, fiume?, Giunti 2015
- Guai a chi mi chiama passerotto!, Giunti 2015
- Sempre le regole!, Giunti 2016
- Se vuoi la pace, Giunti 2016
- A braccia aperte. Storie di bambini migranti, Mondadori 2016 (AA.VV.)
- Il regno degli errori, Mondadori 2016
- Sono Stato io! Una Costituzione pensata dai bambini, Salani 2016 (con Gherardo Colombo e Licia Di Blasi)
- La Costituzione raccontata ai bambini. Con Poster, Mondadori 2017
- Filosentiero, Cento Autori 2018
- Questa è bella! La storia di Rospella, Einaudi Ragazzi 2019
- La gara di Maciste, Giunti 2019
- Parole appuntite, parole piumate, Franco Cosimo Panini 2019
- Se vuoi la pace, Giunti 2019 (albo)
- Pane e ciliegie. Israel Kalk, l'uomo che difendeva i bambini ebrei sotto il Fascismo, Mondadori 2020
- In viaggio per l’Unione Europea, Mondadori 2022
- Il galletto Maciste, Giunti 2022
- Come stai fiume?, Giunti 2023 (albo)
- Non ci sto! I bambini contro l’illegalità, Feltrinelli 2022
- Che fine ha fatto il mio ciuccio?, Gribaudo 2022
- Dialoghi tra un sasso, una melagrana e una stella, Sillabe 2023
- Il nido del tempo, Giunti 2023 (premio Ceppo per l'Infanzia e l'Adolescenza 2023; premio Laura Orvieto 2021-2023)
- I pigiami fanno eccì, Coccole books 2024

## Traduzioni
Anna Sarfatti ha tradotto in italiano le seguenti opere di Dr. Seuss per Giunti Editore:
- C’è un mostrino nel taschino!
- L'uovo di Ortone
- Ortone e i piccoli Chi
- Prosciutto e uova verdi
- Gli Snicci e altre storie
- La battaglia del burro
- Il gatto e il cappello matto
- Il ritorno del gatto col cappello
- Il paese di Solla Sulla
- Il Lorax
- Oh, quante cose vedrai!
- Vorrei un cucciolo speciale... Ma quale?

Altre traduzioni:
- I gatti di Copenaghen di James Joyce, Giunti 2012[2]
- Re Valdo e il Drago di Peter Bently e Helen Oxenbury, Il Castoro 2015